# باتريك واطسون (ممثل)
باتريك واطسون (بالإنجليزية: Patrick Watson)‏ (23 ديسمبر 1929 - 4 يوليو 2022)، هو ممثل، وكاتب سيناريو، ومخرج سينمائي، من كندا، ولد في تورونتو.

## التعليم
تعلم في جامعة تورنتو، وجامعة ميشيغان.

## جوائز
حصل على جوائز منها:
- شريك وسام كندا.

## وصلات خارجية
- باتريك واطسون على موقع IMDb (الإنجليزية)
- باتريك واطسون على موقع أول موفي (الإنجليزية)
- باتريك واطسون على موقع قاعدة بيانات الفيلم (الإنجليزية)
- باتريك واطسون على موقع كينوبويسك (الروسية)